# Controvérsias envolvendo as forças armadas do Brasil
As controvérsias envolvendo as forças armadas do Brasil referem-se ao extenso histórico de controvérsias nas relações desta instituição com outras instituições, com a sociedade e indivíduos. As Forças Armadas do Brasil, compostas pelo Exército, Marinha e Aeronáutica, têm desempenhado um papel significativo na história e na sociedade brasileira.
Ao longo dos anos, essas instituições têm sido protagonistas em diversos momentos-chave, desde períodos de ditadura até operações de ajuda humanitária. No entanto, a história das Forças Armadas do Brasil também é marcada por uma série de controvérsias que geraram debates intensos tanto no âmbito nacional quanto internacional. Estas controvérsias abrangem uma variedade de tópicos sensíveis, incluindo violações dos direitos humanos, intervenções políticas, questões ambientais e orçamentárias, levantando questões críticas sobre a relação entre os militares e a sociedade civil.
O Exército desempenhou um papel fundamental na história do Brasil, desde os primeiros momentos de colonização até os dias atuais. Sua importância se estendeu além das atividades militares tradicionais, contribuindo significativamente para a criação da nação, a preservação da integridade territorial e o bem-estar do povo brasileiro. Durante o período colonial, o Exército desempenhou um papel crucial na defesa das fronteiras contra ameaças externas, como invasões de outras potências coloniais e conflitos com populações indígenas hostis. Essas ações permitiram que os colonos portugueses estabelecessem assentamentos e consolidassem seu domínio nas diversas regiões do território brasileiro.
Após a independência do Brasil em 1822, o Exército desempenhou um papel vital na manutenção da integridade territorial do país. Ao longo dos séculos XIX e XX, o Brasil enfrentou diversos desafios internos e externos, incluindo conflitos fronteiriços, revoltas regionais e movimentos separatistas. O Exército atuou na proteção das fronteiras e na defesa da unidade nacional, garantindo a coesão do país.
Além de seu papel na defesa, o Exército desempenhou um papel importante em situações de calamidade pública e na promoção do bem-estar do povo brasileiro. A participação em operações de ajuda humanitária, resgate em desastres naturais e apoio a programas de desenvolvimento social demonstrou o compromisso das Forças Armadas com a segurança e o bem-estar da população. O Exército também contribuiu para a estabilidade institucional do país, atuando como um elemento de equilíbrio e garantia da ordem durante períodos de turbulência política. Embora tenha havido momentos de intervenção política ao longo da história, o Brasil em geral buscou o fortalecimento das instituições democráticas e civis.

## Prescrições normativas
As Forças Armadas do Brasil, assim como a maioria das forças militares em todo o mundo, operam dentro de limites éticos e doutrinas específicas. Essas limitações éticas e doutrinárias são estabelecidas para garantir que as ações e operações das Forças Armadas sejam conduzidas de maneira consistente com os valores fundamentais, as leis nacionais e os princípios internacionais.
As forças armadas obedecem a doutrinas, que consistem em princípios, estratégias e táticas que guiam suas operações. Essas doutrinas incluem diretrizes sobre como conduzir operações de combate, operações de paz, defesa do território nacional e outras atividades militares. As Forças Armadas são obrigadas a respeitar os direitos humanos e a evitar violações dos mesmos, independentemente das circunstâncias. Isso significa que devem evitar o uso excessivo de força, tratar prisioneiros de guerra com humanidade e agir de acordo com os padrões internacionais de conduta.
As ações das Forças Armadas devem ser conduzidas de acordo com a legalidade e a constitucionalidade. Isso implica que as operações militares devem ser autorizadas por autoridades competentes e estar em conformidade com as leis do país e as normas internacionais. Uma doutrina crucial é a não intervenção política das Forças Armadas na governança civil. Isso significa que os militares devem permanecer neutros em questões políticas e não interferir nas atividades políticas, mantendo-se sob controle civil.
As Forças Armadas devem operar com base em uma estrutura hierárquica rigorosa e disciplina. Isso é essencial para garantir a coordenação eficaz e a execução das operações, bem como para manter o respeito pelas ordens superiores. As operações militares também devem considerar os impactos ambientais e buscar minimizar danos ao meio ambiente sempre que possível.
Essas doutrinas e limitações éticas são constantemente avaliadas e atualizadas à medida que as situações políticas, sociais e tecnológicas evoluem. No entanto, como em qualquer instituição, podem ocorrer casos em que indivíduos ou grupos dentro das Forças Armadas violem essas doutrinas e limites éticos, levando a controvérsias e debates.

## Século XIX
O século XIX foi um período de intensas transformações políticas, sociais e culturais no Brasil, e as Forças Armadas desempenharam um papel central nesse contexto. Enquanto contribuíam para a formação das instituições nacionais, também se envolveram em controvérsias que refletiam os desafios da época. A independência do Brasil em 1822 trouxe a necessidade de consolidar um exército nacional capaz de assegurar a soberania recém-adquirida. No entanto, a formação desse exército envolveu tensões internas entre oficiais de diferentes origens (portugueses e brasileiros) e lealdades divergentes. Durante o século XIX, o Brasil se envolveu em conflitos armados para garantir a unidade territorial e consolidar seu domínio sobre as províncias. As controvérsias surgiram principalmente em relação à maneira como esses conflitos foram conduzidos e à percepção de centralização do poder nas mãos do governo central.
A interferência das Forças Armadas na política foi uma característica recorrente do século XIX brasileiro. Revoltas e insurreições militares, como a Revolta dos Cabanos e a Revolução Farroupilha, revelaram as tensões entre as diferentes facções políticas e militares e a luta pelo poder. No final do século XIX, a abolição da escravatura e a proclamação da República trouxeram novos desafios. As Forças Armadas tiveram papel importante na transição de regime, mas a forma como esses eventos ocorreram gerou debates e questionamentos sobre os rumos do país.
A Guerra do Paraguai (1864–1870) foi um dos eventos mais significativos do século XIX na América do Sul e envolveu o Brasil, juntamente com Argentina e Uruguai, em conflito contra o Paraguai. Embora as Forças Armadas brasileiras tenham desempenhado um papel crucial nesse conflito, a guerra também trouxe controvérsias e impactos significativos. As causas da guerra ainda são objeto de debate histórico. A agressividade do ditador paraguaio Francisco Solano López em relação ao Brasil, à Argentina e ao Uruguai, bem como suas ambições expansionistas, contribuíram para o conflito. No entanto, há controvérsias sobre como as potências aliadas responderam a essas ameaças e se a guerra poderia ter sido evitada por meio de negociações diplomáticas mais eficazes.
A Guerra do Paraguai teve um impacto devastador nas populações envolvidas. O Paraguai sofreu perdas humanas e de infraestrutura significativas. No caso do Brasil, a guerra resultou em baixas consideráveis e também levantou questões sobre a maneira como os soldados eram recrutados e tratados, além das condições precárias em que muitos deles lutavam. A guerra teve implicações políticas internas no Brasil. A participação ativa das Forças Armadas na guerra trouxe à tona discussões sobre a influência militar na política nacional. O papel dos militares na queda da monarquia brasileira em 1889 e na proclamação da República em grande parte refletiu as mudanças políticas e institucionais desencadeadas pela Guerra do Paraguai.
Durante o século XIX, os militares desempenharam diferentes papéis no processo de abolição da escravidão no Brasil. Alguns militares participaram de movimentos políticos e sociais que buscavam o fim da escravidão. A Marinha Brasileira, por exemplo, teve um papel importante na interceptação e apreensão de navios negreiros ilegais após a proibição do tráfico de escravos em 1850.
No século XIX, o Exército Brasileiro passou por diversas tensões internas, algumas das quais refletiam as controvérsias e divisões políticas da sociedade brasileira como um todo. Oficiais e tropas muitas vezes refletiam diferentes facções políticas e lealdades regionais. Alguns pontos de conflito incluem: Divisões Políticas (O exército frequentemente refletia as divisões políticas entre conservadores e liberais. Essas divisões influenciavam a lealdade de oficiais e tropas a diferentes líderes políticos e facções); Centralização do Poder (As questões sobre a centralização do poder nas mãos do governo central geravam debates dentro do exército. Alguns oficiais acreditavam que um governo mais centralizado era necessário para garantir a unidade nacional, enquanto outros viam isso como uma ameaça à autonomia das províncias).
A relação entre o exército e o governo no século XIX foi marcada por várias tensões e conflitos, muitos dos quais refletiam as disputas políticas em curso no país. O exército se envolveu em várias intervenções políticas, com golpes e revoltas ocorrendo ao longo do século. Alguns oficiais e líderes militares acreditavam que tinham um papel a desempenhar na estabilidade política do país. A proclamação da República em 1889 foi liderada por militares, e a dinâmica entre líderes militares e civis desempenhou um papel importante nesse evento. O exército apoiou a queda da monarquia e a instauração da República.
As Forças Armadas também tiveram interações complexas com a sociedade civil durante o século XIX.  Alguns conflitos entre as forças armadas e a sociedade civil ocorreram devido a revoltas sociais e insatisfações populares. Um exemplo é a Revolta dos Malês em 1835, um levante de escravizados muçulmanos em Salvador. As Forças Armadas foram convocadas para lidar com questões sociais, como reprimir revoltas de escravizados ou conter conflitos regionais. Isso às vezes gerava ressentimento por parte da população.

## Século XX
Durante a Primeira República, o Exército Brasileiro teve um papel importante na política e na sociedade brasileira, muitas vezes envolvido em questões políticas e sociais controversas. O exército esteve envolvido em diversas intervenções militares nos estados, conhecidas como "Política das Salvações". Essas intervenções frequentemente eram motivadas por conflitos políticos e econômicos nas unidades federativas, gerando instabilidade política. O movimento tenentista surgiu no Exército durante a Primeira República, representando jovens oficiais que protestavam contra a corrupção política e a falta de reformas. O tenentismo contribuiu para uma dinâmica de confronto entre militares e governo, culminando na Revolução de 1930.  O exército era uma instituição diversa durante a Primeira República, com oficiais de diferentes lealdades políticas e visões sobre o papel das Forças Armadas na política. A rivalidade entre oficiais "golpistas" e "legalistas" era notável. A relação entre o exército e o governo durante a Primeira República frequentemente envolvia intervenções militares em estados e oposição a políticas consideradas prejudiciais aos interesses militares.
Durante os períodos em que Getúlio Vargas esteve no poder, o Exército Brasileiro teve um papel complexo e controverso. O Estado Novo foi caracterizado por uma concentração de poder nas mãos de Vargas, incluindo a suspensão das liberdades democráticas. As Forças Armadas apoiaram essa fase autoritária, o que gerou controvérsias sobre o envolvimento do exército na repressão política. Durante o governo Vargas, houve tensões internas dentro do exército entre os que apoiavam a concentração de poder de Vargas e aqueles que defendiam uma abordagem mais democrática. O exército desempenhou um papel importante no apoio à ascensão e manutenção de Vargas no poder. No entanto, também houve momentos de tensão, como o levante da Intentona Comunista em 1935.
Durante a República Populista (1945–1963), o Exército Brasileiro continuou a ser influente na política brasileira, embora as dinâmicas tenham sido menos marcadas em comparação com períodos anteriores. A crise política que culminou no golpe militar de 1964 trouxe o exército de volta ao centro das controvérsias políticas, resultando em uma intervenção militar que estabeleceu um regime ditatorial. Durante a República Populista, houve certa coesão dentro do exército, mas também divisões internas em relação à orientação política do país. A relação entre o exército e o governo durante a República Populista era influenciada pelo cenário político e econômico. O apoio de setores militares a políticos e governos variava, levando a diferentes níveis de conflito.
As forças armadas enfrentaram várias controvérsias ao longo do século XX, algumas das quais tiveram um impacto significativo na história do país e na relação entre as Forças Armadas, o governo e a sociedade civil. A Ditadura Militar (1964–1985) foi um dos períodos mais controversos foi a ditadura militar que durou de 1964 a 1985. Durante esse tempo, o Exército, juntamente com as outras Forças Armadas, assumiu o controle do governo e implementou um regime autoritário que restringiu as liberdades civis, perseguiu opositores políticos e violou os direitos humanos.
Nesse período, as Forças Armadas foram acusadas de cometer violência, tortura e assassinatos de opositores políticos. O período foi marcado por casos de abusos de direitos humanos que geraram indignação tanto no Brasil quanto internacionalmente. Além disso, as Forças Armadas muitas vezes foram usadas para intervir em questões civis, como greves e protestos. Isso gerou controvérsias devido à percepção de que os militares estavam reprimindo os direitos civis e interferindo indevidamente na vida política e social do país.
Durante o século XX, o exército brasileiro passou por várias fases, incluindo momentos de coesão e divisão interna. As divergências políticas dentro do exército eram evidentes durante a ditadura militar. Houve diferentes abordagens em relação às ações repressivas e aos rumos políticos do regime. Durante o século XX, o relacionamento entre o exército e o governo passou por altos e baixos. As Forças Armadas lideraram o golpe de 1964, alegando uma ameaça comunista. O exército se envolveu no governo e manteve influência política durante grande parte do período ditatorial. Com o enfraquecimento do regime militar na década de 1980, as Forças Armadas gradualmente perderam influência direta sobre o governo, e a transição para a democracia resultou em uma relação mais distante entre o exército e os governantes civis.
As relações entre as Forças Armadas e a sociedade civil também foram complexas no século XX. A repressão violenta a protestos e oposição política gerou tensões com a sociedade civil. Ações repressivas durante a ditadura militar causaram uma divisão profunda entre os cidadãos e o exército. Após o fim da ditadura, as Forças Armadas tiveram que lidar com a necessidade de reconstruir sua imagem perante a sociedade civil, especialmente devido às violações dos direitos humanos cometidas durante o regime autoritário.